# Мониатис
Мониа̀тис (на гръцки: Μονιάτης, Моня̀тис) е село в Кипър, окръг Лимасол. Според статистическата служба на Република Кипър през 2001 г. селото има 227 жители.
Намира се на 5 km югоизточно от Платрес.